# Gülden Karaböcek
Gülden Karaböcek (* 4. November 1953 in Ankara; eigentlich Gülden Göktürk) ist eine türkische Musikerin.

## Leben und Karriere
Geboren als Gülden Göktürk übernahm sie nach den ersten Veröffentlichungen (1969), bei denen sie Orhan Gencebay begleitete, ab 1971 den Künstler(nach)namen ihrer Schwester Neşe Karaböcek. Nachdem der Ehemann ihrer Schwester Attila Alpsakarya behauptete mit ihr zusammen zu sein, durchlebte sie schwere Zeiten und sah sich schließlich gezwungen ihn zu heiraten.
Sie lebte in den achtziger Jahren eine Zeit lang in der Bundesrepublik Deutschland, inspiriert wurde davon ihr Stück Yalan Almanya (Verlogenes Deutschland). Mit Bir Mucize Allah’ım brachte sie 1987 die erste in der Türkei produzierte CD heraus.

## Diskografie

### Alben
In der Bundesrepublik Deutschland erschienen dieselben Stücke teils zu anderen Zeiten und in anderer Zusammenstellung.
| - 1975: Anadolu'nun Bağrından - 1976: Dostum - 1978: Müzik ve Ben - 1982: Gülden Fırtınası - 1984: Ağlıyorsam Yaşıyorum - 1984: Dünyadan Zevk Almıyorum - 1984: Öyle Yalnız Kaldım ki - 1985: Duyar mısın Feryadımı - 1986: Aşığım Seviyorum - 1987: Hasret Pınarı - 1987: Bir Mucize Allahım - 1987: Adaletin Bumu Dünya - 1988: Zirvede On Yıl/Bestelerim | - 1989: Hatıralar Silinir mi? - 1989: Mutluluğa Geç Kaldım - 1989: Hayatımın Şarkıları - 1990: Anılar Bana Yeter - 1991: Ara Beni Mutluluk - 1991: Hatıran Yeter - 1991: İkimiz de Sevmiştik - 1992: Kısmetse Olur - 1992: Sabrımın Bedelisin - 1993: Kırgınım Anılara - 1993: Hayrını Gör - 1997: Silemem - 2001: Güldence |

### EPs
- 2018: Maziden Kalanlar

### Singles (Auswahl)
- 1976: Sürünüyorum
- 1976: Kır Çiçekleri
- 1978: Dilek Taşı
- 1984: Ağlıyorsam Yaşıyorum
- 1984: Sen Evlisin

## Filmographie
- Dilek Taşı
- Duyar mısın Feryadımı
- Hasretinle Yaşanmıyor
- Kenar Mahalle
- Sevsen Ne Olurdu
- Ağlıyorsam Yaşıyorum